# Georg 5. af Storbritannien
Georg 5. (født George Frederick Ernest Albert 3. juni 1865 på Marlborough House, London, død 20. januar 1936 på Sandringham House, Norfolk) var konge af Storbritannien og Irland og kejser af Indien fra 1910 til sin død i 1936.
Georg var næstældste søn af prinsen og prinsessen af Wales, den senere kong Edvard 7. af Storbritannien og dronning Alexandra, og barnebarn af Storbritanniens daværende monark, dronning Victoria. Georg var ved sin fødsel tredje i arvefølgen til den britiske trone. Han tjente i Royal Navy fra 1877 til 1891, men blev ved sin storebror prins Albert Victors pludselige død i 1892 gjort til tronarving. I 1893 blev han gift med prinsesse Mary af Teck (1867–1953), der forinden havde været forlovet med den afdøde prins Albert.
Da Georgs farmor dronning Victoria døde i 1901, blev hans far Edvard 7. udråbt som Storbritanniens konge, og Georg selv blev ophøjet til prins af Wales. Han efterfulgte sin far på tronen i 1910. Han var den eneste kejser af Indien, som faktisk var tilstede under sin kejserkroning. 

## Fødsel og familie
Georg blev født den 3. juni 1865 på Marlborough House i London i sin bedstemoder Dronning Victorias regeringstid. Han var den anden søn af Albert Edvard, Prins af Wales (den senere Kong Edvard 7.) og Alexandra af Danmark. Hans far var den ældste søn af Dronning Victoria af Storbritannien og Irland og hendes prinsgemal Prins Albert af Sachsen-Coburg og Gotha, mens hans mor var den ældste datter af Kong Christian 9. af Danmark og Dronning Louise. Han blev døbt den 7. juli 1865 på Windsor Castle af Ærkebiskoppen af Canterbury, Charles Longley. Prins Georg havde en ældre bror, Prins Albert Victor, og fik efterfølgende fire yngre søskende, heriblandt den senere Dronning Maud af Norge.

## Uddannelse
Georg var en slet elev. Før han kunne aflægge eksamen som kadet på Britannica, blev marinen nødt til at sænke sine krav. Han var det eneste voksne medlem af de europæiske kongehuse, der ikke talte et eneste fremmedsprog nogenlunde flydende. Selv om han talte engelsk med svag tysk accent, kunne han knapt et ord af tysk, selv om det var hans fars, hans bedsteforældres og hans kones førstesprog. Dertil var hans fransk frygteligt. Derimod interesserede han sig for frimærker.

## Første verdenskrig og navneskifte
Under første verdenskrig aflagde George V flere besøg ved fronten i Frankrig. Under et af disse besøg i oktober 1915 faldt han af hesten og slog sig alvorligt.
I 1917 grundlagde Georg 5. huset Windsor, da han i forbindelse med første verdenskrig forkastede familiens tyske navn Sachsen-Coburg-Gotha. Verdenskrigen førte til stærke anti-tyske følelser i England, og det toppede sig, da tyske bombefly med navnet Gotha - ligesom den britiske kongefamilie! - rettede angreb mod London fra 13. juni 1917. Under angrebet 14. juni blev 18 skolebørn dræbt, da en bombe ramte Upper North Street School i bydelen Poplar. Kong Georg offentliggjorde kongehusets nye familienavn (The Name of Windsor is to be borne by His Royal House and Family and Relinquishing the Use of All German Titles and Dignities) 17. juli 1917; den samme dag, som den russiske tsarfamilie blev henrettet.
Kong Georg have først vurderet navnene "huset Wipper" og "huset Wettin", da de steder havde tilknytning til prins Albert. Andre navneforslag var Tudor-Stuart, Plantagenet, York, Lancaster eller simpelthen England. Lord Stamfordham mindede om, at Edvard 3. var blevet kaldt Edvard af Windsor efter sit fødested, slottet Windsor. Windsor, der kommer af gammelengelsk windles-ore eller "(anker)spil ved flodbredden", var en boplads hundredvis af år før Vilhelm Erobreren fik bygget et slot der i 1070. Kong Georg fandt også navnet velegnet til kongehuset. Men da hans fætter, kejser Wilhelm 2., hørte om navneskiftet, smilede han, rejste sig fra stolen og sagde på sit perfekte engelsk, at han tænkte sig i teatret for at se Shakespeare-stykket De lystige koner i Saxe-Coburg-Gotha. Også familien Battenberg ændrede navn til det engelskklingende Mountbatten, og kongens slægtning Louis Battenberg blev dertil marki af Milford Haven i stedet for prins af Battenberg. Han skrev derefter i sin søns gæstebog: "Prins Hyde ankom, lord Jekyll gik."

## Mellemkrigstid
Efter første verdenskrig var Georg 5. opmærksom på, at kongefamiliens tyske tilknytning ikke var glemt af befolkningen. Han indførte derfor en en ny tradition, der kendetegner kongehuset den dag i dag, nemlig besøg i fabrikker. Han fortrød dog meget, at han lod sig overtale til at afholde sig fra alkohol som et godt eksempel for fabriksarbejderne.
Han og dronning Mary rejste kort efter kroningen til Indien, som den første engelske monark nogensinde. Dette blev fejret på behørig vis i Indien med 101 kanonsalutter og flere andre opsigtsvækkende festlige indslag. George V indførte en fortjenstorden, som kunne gives til folket - efter fortjeneste. På 2 år uddelte han 15.000 fortjenstmedaljer, som ikke blev givet pga. tilknytning til adelen og overklassen eller var blevet betalt for, som man tidligere havde kendt.[kilde mangler]
Georg 5.s regeringstid var præget af store politiske forandringer. Socialismen, kommunismen og fascismen var på fremmarch, og Georg måtte i sin tid som britisk monark forholde sig til irsk republikanisme og indiske selvstændighedskrav. Med Parlamentsloven af 1911 blev den parlamentariske magt definitivt flyttet fra det udpegede Overhus til det folkevalgte Underhus. I kølvandet på første verdenskrig (1914-18) brød fætrene zar Nikolaj og kejser Wilhelms storriger sammen, mens Georg 5.s eget rige nåede sin hidtil største udstrækning. I 1924 udpegede han Storbritanniens første Labour-regering. I 1931 indførte han med Westminster-statutten fuld lighed mellem de selvstyrende dominions og Storbritannien.
George V var en god strateg.[kilde mangler] I det politiske var han stor modstander af socialisme[kilde mangler] - især efter hans fætter Nikolaj i Rusland blev myrdet under den russiske revolution. Ikke desto mindre inviterede George V det nystiftede parti Labour til Buckingham Palace, da partiet overtog magten i England. Det betød, at Labour-medlemmerne og den nye regering var venligt stemte over for kongen og kongehuset.
Da han holdt sin første radiotale juledag 1932, vakte det forundring, at han - ligesom sin ægtefælle Mary - talte med tysk accent.
Georg 5. led i slutningen af sin regeringstid af bronkitis. Han blev ved sin død i 1936 efterfulgt af sin ældste søn, Edvard 8, som dog abdicerede allerede samme år. Edvard 8. blev derfor efterfulgt af sin bror, Georg 6.

## Titler
- 3. juni 1865 - 24. maj 1892: Hans Kongelige Højhed Prins Georg of Wales
- 24. maj 1892 - 22. januar 1901: Hans Kongelige Højhed Hertugen af York
- 22. januar 1901 - 6. maj 1910: Hans Kongelige Højhed Hertugen af Cornwall ogYork
  - I Skotland: Hans Kongelige Højhed Hertugen af Rothesay
- 9. november 1901 - 6. maj 1910: Hans Kongelige Højhed Prinsen af Wales
- 6. maj 1910 - 20. januar 1936: Hans Majestæt Kongen

## Familie

### Børn
George V var kendt som en autoritær far, der styrede sin familie med hård hånd. Han havde selv været hundeangst for sin far, sagde han til en ven, "og jeg skal sørge for, at mine børn skal være hundeangst for mig." Georgs manglende evne til at styre sin hidsighed gik hårdt ud over sønnerne, som han skiftevis hånede og overså. Hans børn levede i evig usikkerhed; de fik tæv i biblioteket.
- Edvard 8.
- Georg 6..
- Mary Princess Royal (1897–1965), gift 1922 med Henry, jarl af Harewood, (1882–1947).
- Henry, hertug af Gloucester (1900–1974), gift 1935 med lady Alice Christabel Montagu Douglas Scott, (1901–2004).
- George,hertug af Kent (1902–1942), gift 1934 med Marina af Grækenland og Danmark, (1906–1968).
- John, (1905–1919).

### Søskende
- Prins Albert Victor af Storbritannien (1864-1892)
- Prinsesse Louise af Storbritannien (1867-1931), gift med hertugen af Fife.
- Prinsesse Victoria af Storbritannien (1868-1935)
- Prinsesse Maud af Storbritannien (1869-1938), gift med Haakon VII af Norge.
- Prins John af Storbritannien (1871-1871)